# Future Long-Range Assault Aircraft
Future Long-Range Assault Aircraft (FLRAA) ist ein Programm der U.S. Army, das im Jahr 2019 gestartet wurde. Ziel ist es, im Rahmen des Future Vertical Lift einen Nachfolger für den Transporthubschrauber UH-60 Black Hawk zu entwickeln. Der Black Hawk wurde in den frühen 1970er Jahren entwickelt und ist seit Juni 1979 im Einsatz. Mit eingebunden bei der Beschaffung eines UH-60-Nachfolgers sind das United States Special Operations Command (SOCOM) und das United States Marine Corps (USMC).
Die Army stellte im April 2019 ein request for information (RFI), eine Informationsanfrage, mit der interessierte potentielle Hersteller identifiziert werden sollten. Laut RFI plant die Army, das FLRAA bis zum Jahr 2030 in Dienst zu stellen, um die UH-60 nach 50 Jahren in den Ruhestand gehen zu lassen.

## Entwicklungsziele
Laut RFI soll ein Hubschrauber 43 Millionen US-Dollar kosten (Stand 2018). Die Army stellt sich ein Einsatzszenario vor, in dem ein zukünftiger Aufklärungshubschrauber, der im Rahmen des FARA-Programms (Future Attack Reconnaissance Aircraft) entwickelt wird, sowie unbemannte Drohnen ein Gebiet oder einen Korridor kontrollieren würden, wodurch ein FLRAA Truppen absetzen könnte. Das FLRAA soll hierbei deutlich agiler und schneller als der vorhandene UH-60 sein.
| Attribute                                         | Minimum                                         | Minimum                                                | Gewünscht                                       | Gewünscht                                              |
| Attribute                                         | Army                                            | USMC                                                   | Army                                            | USMC                                                   |
| ------------------------------------------------- | ----------------------------------------------- | ------------------------------------------------------ | ----------------------------------------------- | ------------------------------------------------------ |
| Gefechtsreichweite                                | 200 nmi (370 km; 230 mi)                        | 365 nmi (676 km; 420 mi)(1)                            | 300 nmi (560 km; 350 mi)                        | 450 nmi (830 km; 520 mi)(1)                            |
| One-way-Reichweite                                | 1725 nmi (3195 km; 1985 mi)                     | —                                                      | 2440 nmi (4520 km; 2810 mi)                     | —                                                      |
| Maximale kontinuierliche Reisegeschwindigkeit (2) | 250 kn (460 km/h; 290 mph)                      | 275 bis 305 kn (509 bis 565 km/h; 316 bis 351 mph) (3) | 280 kn (520 km/h; 320 mph)                      | 295 bis 330 kn (546 bis 611 km/h; 339 bis 380 mph) (3) |
| Zuladung (intern)                                 | Kabinenbodenbelastung 300 lb/sq ft (1500 kg/m²) | 4400 lb (2000 kg) (4)                                  | Kabinenbodenbelastung 300 lb/sq ft (1500 kg/m²) | 5200 lb (2400 kg) (4)                                  |
| Passagiere (5)                                    | 12 (6)                                          | 8                                                      | 12 (6)                                          | 8                                                      |

Bemerkungen:
1 Mit 30 Minuten Reserve bei maximaler Nutzlast unter Verwendung spezifizierter Missionsprofile.
2 Spezifiziert als echte Fluggeschwindigkeit.
3 Niedrigerer Wert bei maximaler Dauerleistung von 90 %. Höherer Wert bei 100 % mittlerer Nennleistung unter Verwendung des angegebenen Missionsprofils.
4 Eingeschlossen 12 Personen: 8 Soldaten, 2 Piloten und 2 Crew.
5 Anforderung zusätzlich zur Flugzeugbesatzung.
6 365 lb (166 kg) pro Passagier.

## Geschichte
FLRAA ist Teil des Future Vertical Lift (FVL). Im Jahr 2016 erklärte Generalmajor William Gayler, dass das erste FVL-Flugzeug die Rolle des JMR-Medium-Hubschraubers übernehmen solle. Der vorgeschlagene FLRAA-Programmplan überschneidet sich allerdings mit der FARA-Beschaffung, die ebenfalls Teil der FVL ist. FARA würde einen JMR-Light-Hubschrauber für die bewaffnete Aufklärungsrolle bereitstellen, die zuvor der OH-58 Kiowa bis zu der Außerdienststellung im Jahr 2014 ausfüllte.
Am 4. April 2019 veröffentlichte die Army eine formelle Informationsanfrage und skizzierte ihren Zeitplan für den FLRAA:
- Q4FY21 (Juli bis September 2021): Vertrag
- Q2FY23 (Januar bis März 2023): vorläufige Entwurfsüberprüfung
- Q3FY24 (April bis Juni 2024): Erstflug
- Q4FY24 (Juli bis September 2024): kritische Entwurfsüberprüfung
- Q2FY30 (Januar bis März 2030): Indienststellung

Das FVL-Programm wird von Brigadegeneral Wally Rugen geleitet. Laut Rugen war die Army bereit, auf der Grundlage der Daten, die während des JMR-TD-Programms (Joint Multi-Role Technology Demonstrator) gesammelt wurden, den Wettbewerb um den FLRAA-Vertrag zu eröffnen. Beim JMR-TD-Programm stehen sich Bell V-280 Valor und Sikorsky-Boeing SB-1 Defiant gegenüber.
Im März 2020 vergab die Army Konzeptentwicklungsaufträge an Bell und Sikorsky/Boeing, die zeigen sollen, wie die FLRAA-Anforderungen durch die Valor bzw. Defiant erfüllt werden können.